# Туруберан
Турубера́н или Таврубера́н (арм. Տուրուբերան) — ашхар (провинция, область) Великой Армении к западу и северо-западу от озера Ван.

## Описание
Площадь Туруберана составляла 25 008 км². Армянский географ VII века Анания Ширакаци описывает провинцию следующим образом:
Туруберан, рядом с Четвертой Арменией, имеет 16 областей. 1. Хуйт, 2. Аспакуник, 3. Тарон, 4. Ашмуник, 5. Мардаги, 6. Даснаворк, 7. Туарацатап, 8. Далар, 9. Харк, 10. Варажнуник, 11. Безнуник, 12. Ереварк, 13. Агиовит, 14. Апахуник, 15. Кор, 16. Хорхоруник. В ней находится море Безнуни (западная часть Ванского озера), имеющее в длину 100, а в ширину 60 миль. Эта провинция производит газбе, медь, машкамирг, белую нефть и железо.
Наиболее крупный и известный гавар (округ, уезд) этой области — Тарон (у греко-римских авторов Таронитида). Страбон отмечает, что Таронитида (видимо, с соседней Арзаненой-Алдзником) была отнята у сирийцев (Селевкидов) первым правителем Великой Армении Арташесом I.